# Zu den Zwölf Aposteln (Delmenhorst)
Die ev.-luth. Kirche Zu den Zwölf Aposteln, kurz Apostelkirche genannt, in Delmenhorst-Düsternort, Breslauer Str. 82–86, wurde 1954 gebaut.
Die Kirche ist ein Baudenkmal in Delmenhorst.

## Geschichte

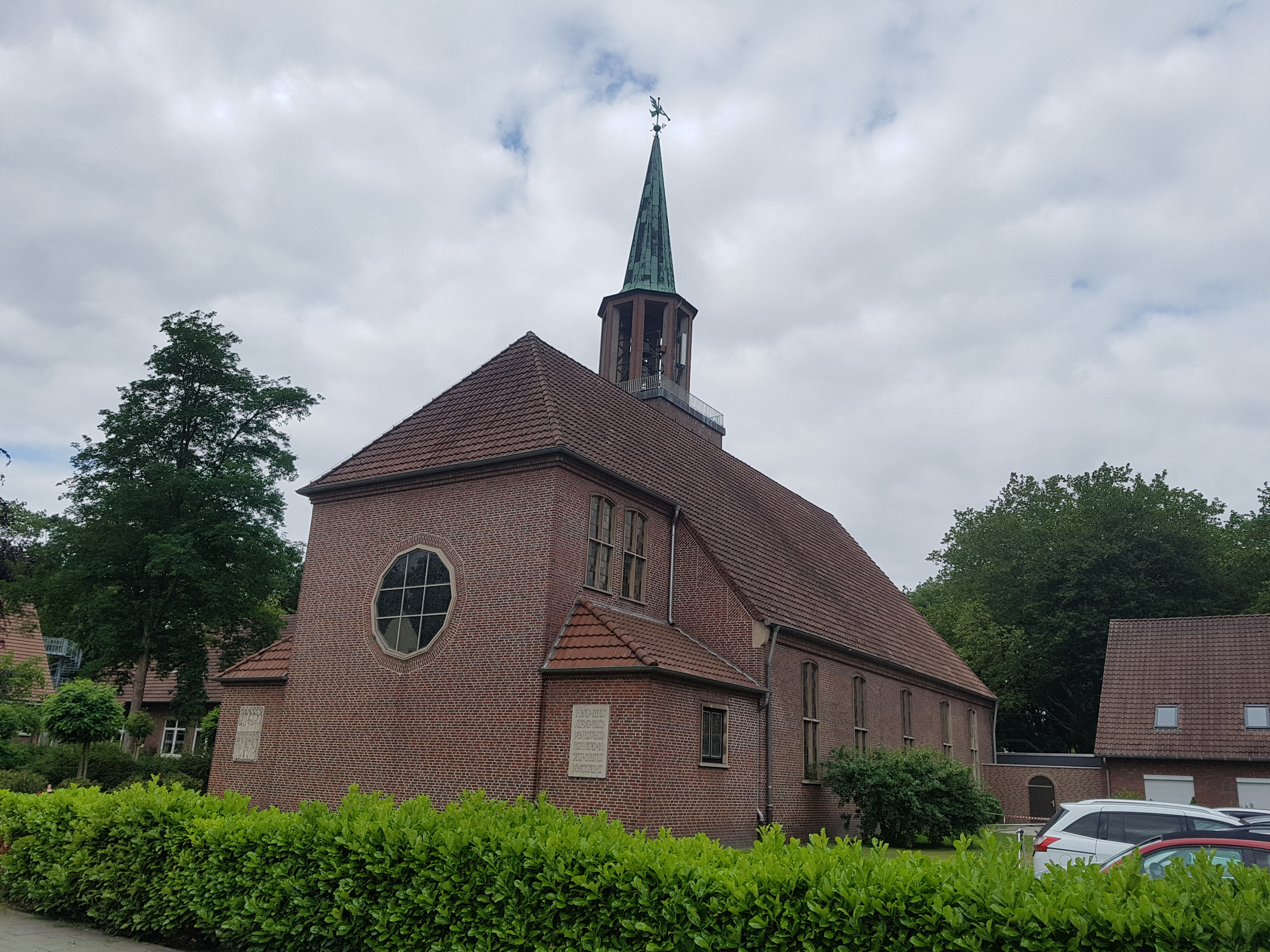
Ostseite der Kirche

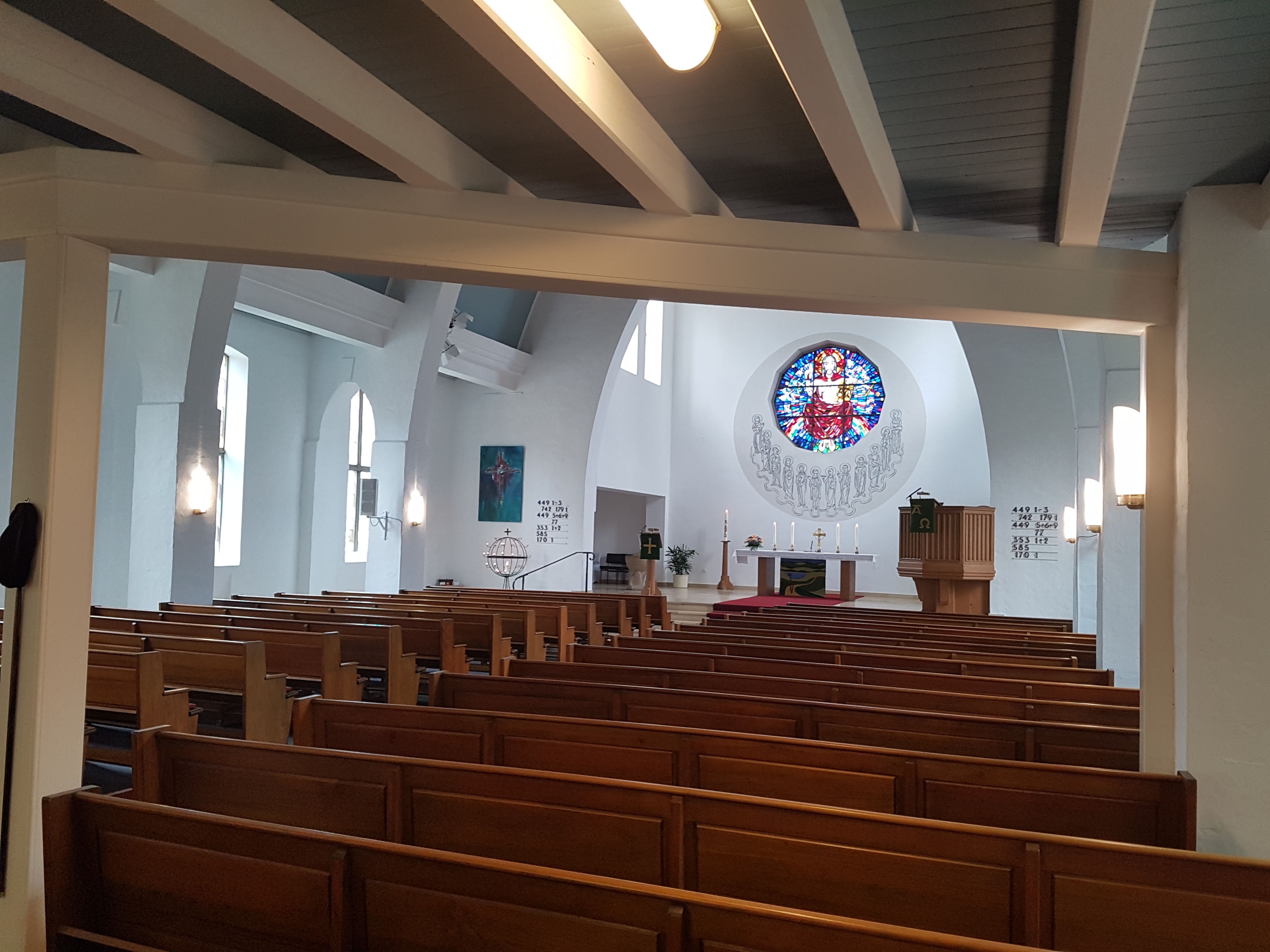
Blick auf Chor und Ostgiebel

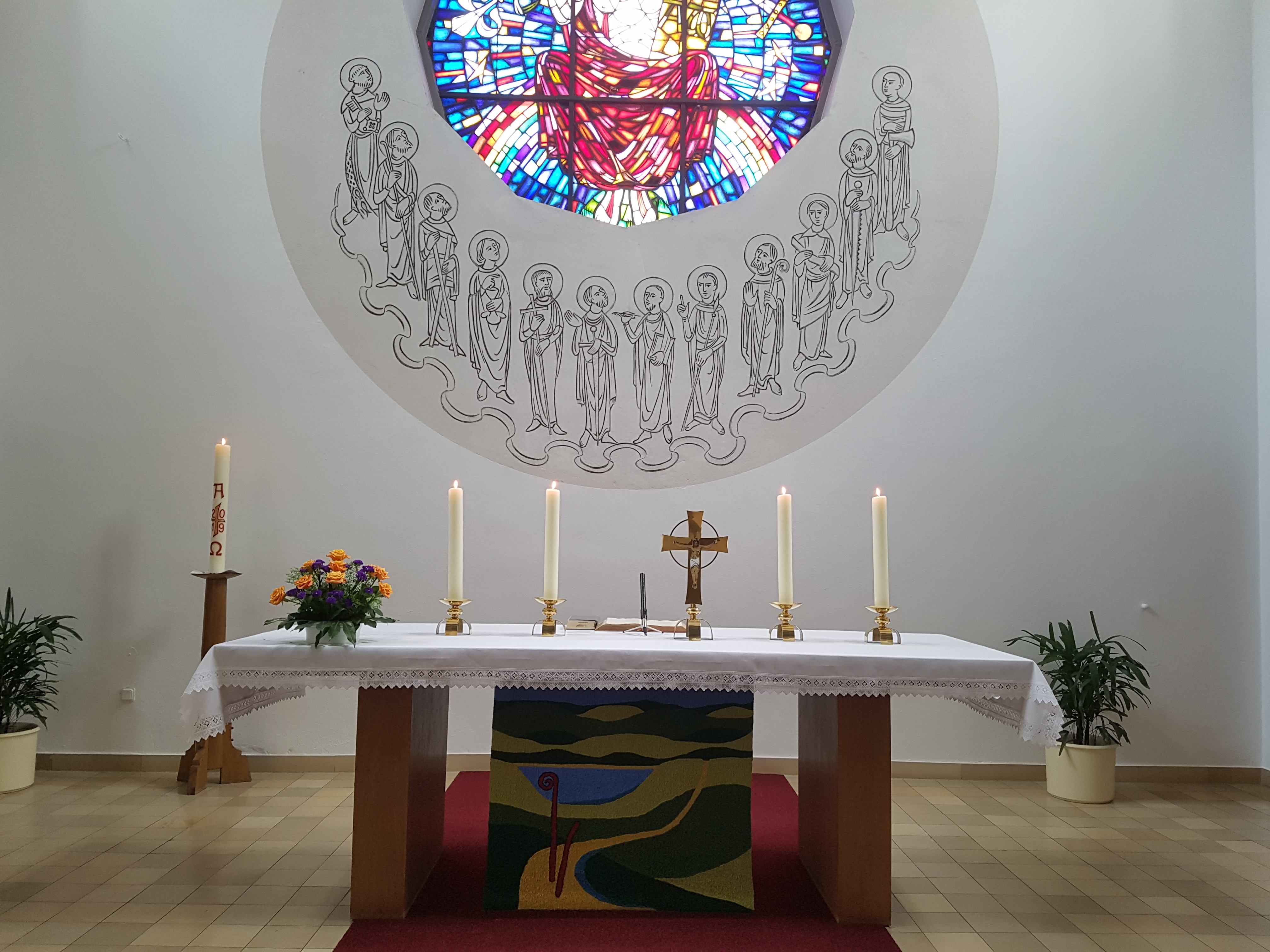
Altar und Rosette mit den 12 Aposteln

Die verklinkerte Hallenkirche wurde von 1953 bis 1954 nach Plänen von Axel Grazianski (Delmenhorst) gebaut und besteht aus
- dem 14 Meter hohen spitzbogigen Kirchenschiff für 500 Plätze mit dem Walmdach, dem Chor und der großen Rosette im Ostgiebel sowie der westlichen Empore mit einer Orgel; die Zwölf Apostel, gemalt von Hermann Oetken, umrahmen im Inneren die Rosette
- dem fünfgeschossigen quadratischen 42 Meter hohen dominanten Westturm mit einem offenen achteckigen acht Meter hohen Aufsatz aus Beton und einem spitzen Helm
- dem Gemeindehaus von 1953 sowie dem Kindergarten und Hort.

Benannt wurde die Kirche nach den Zwölf Aposteln oder zwölf Boten des Neuen Testaments.

## Kirchengemeinde
Die Kirchengemeinde mit einem Gemeindekirchenrat hat 
- das Gemeindehaus mit Büros für Pastorin und Küster sowie Veranstaltungsräumen
- einen Kindergarten und eine Kinderkrippe
- die Gruppen und Kreise für Senioren, Frauen, Männer und Kreative sowie für Veranstaltungen und Konzerte
- den gemischten Kirchenchor von 2001

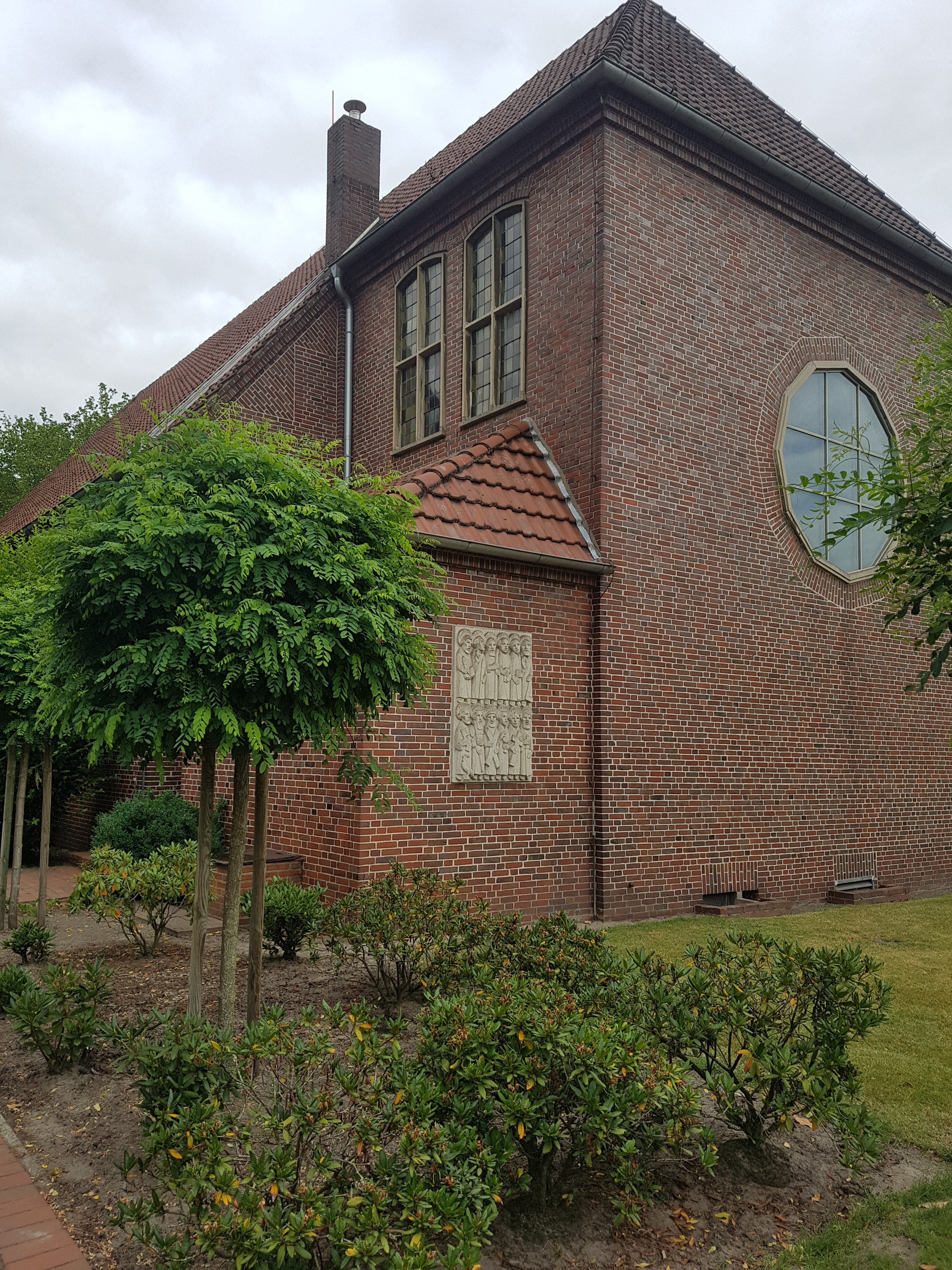
Kirche: Südostseite
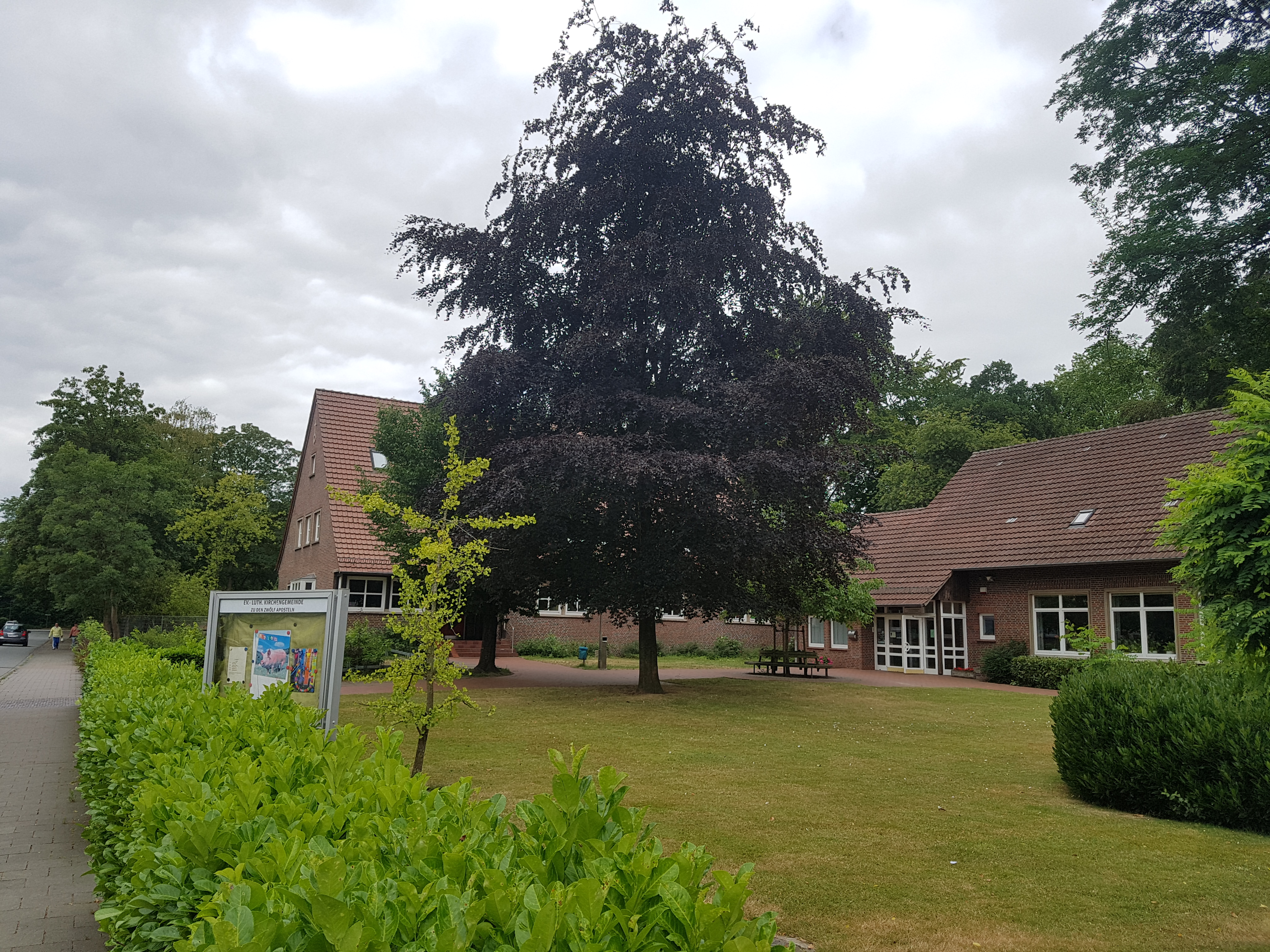
Gemeindehaus, Kindergarten
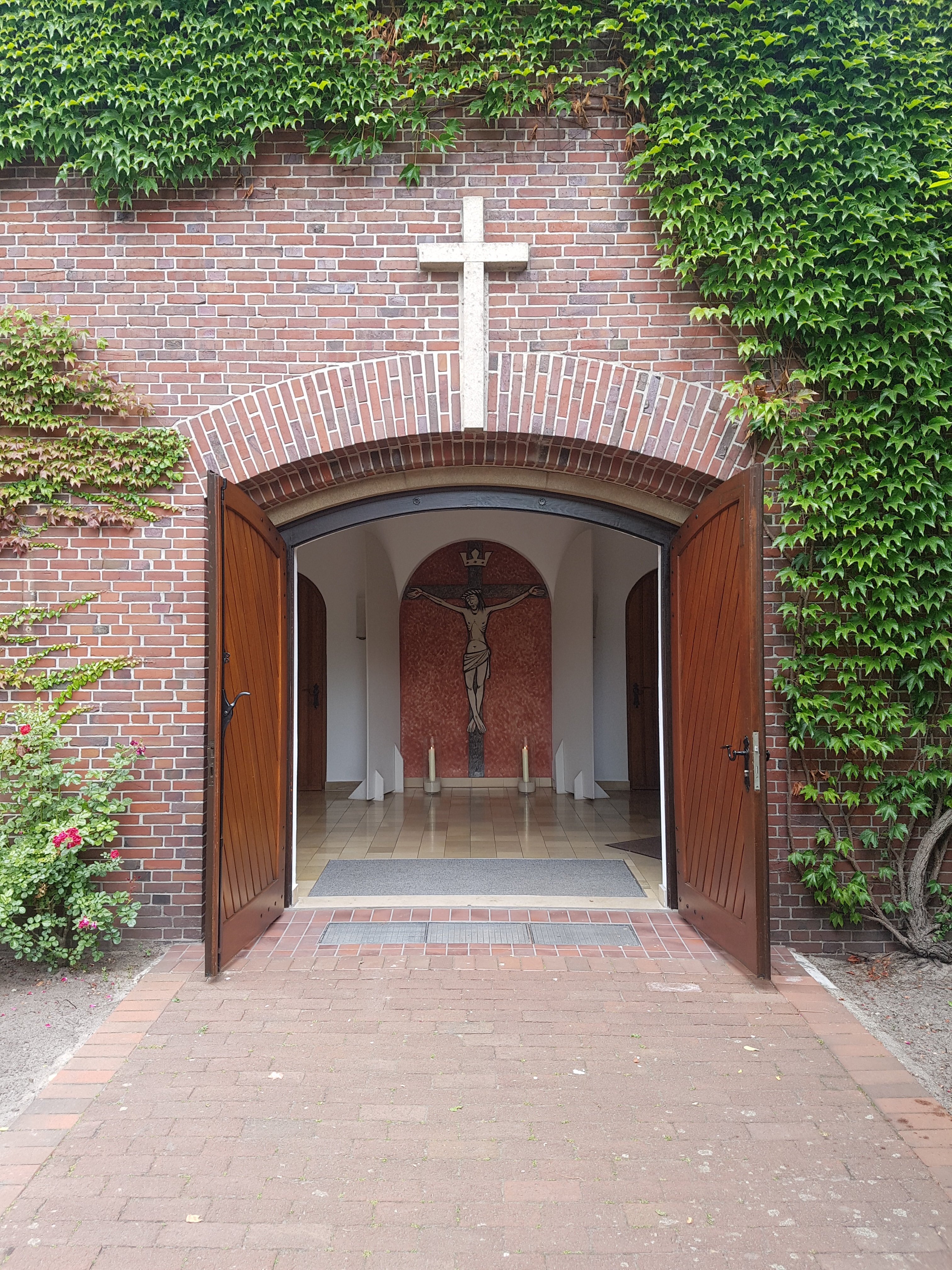
Westeingang
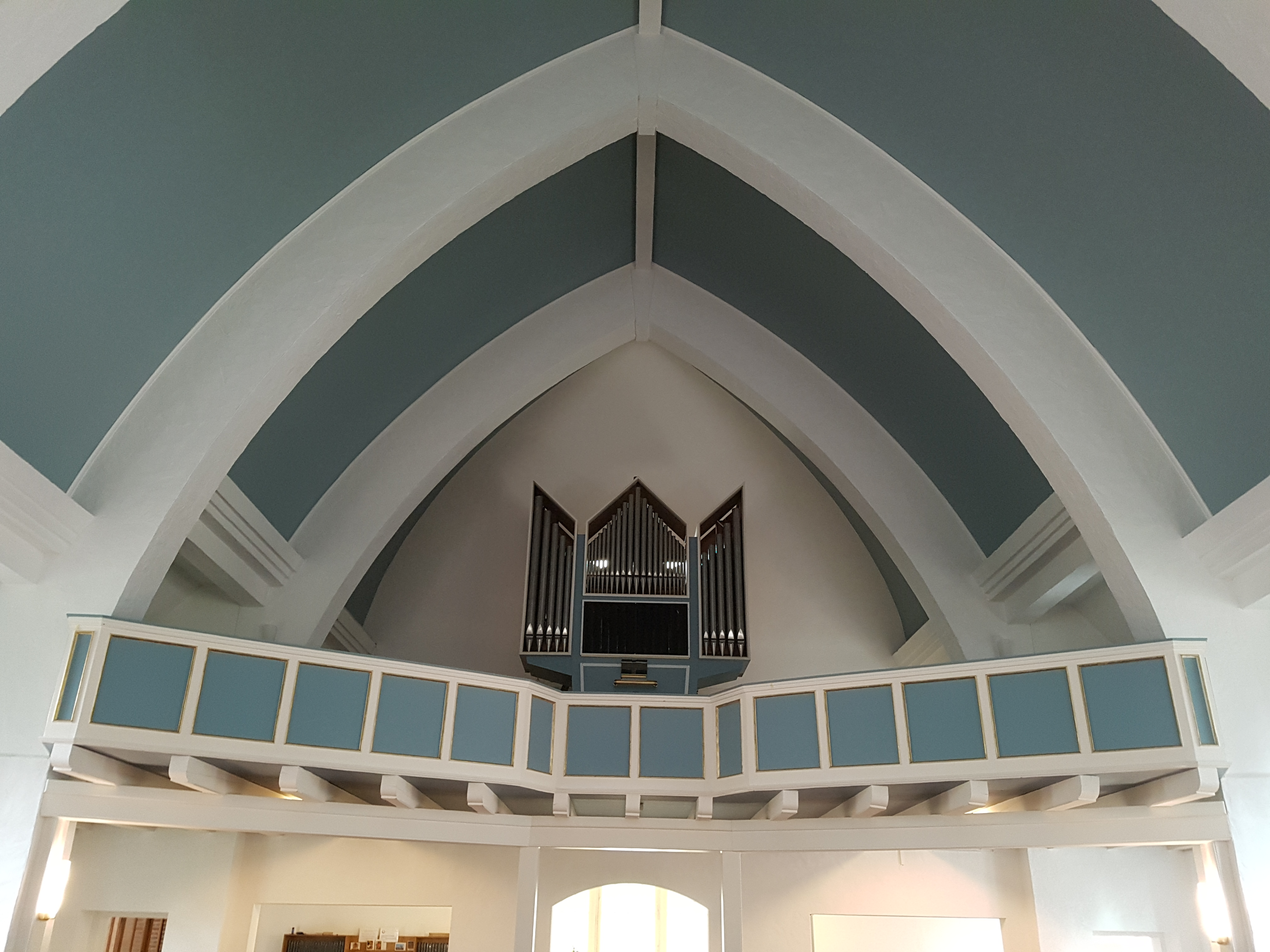
Empore mit Orgel